# رشته‌کوه کوه‌میش
رشته‌کوه کوه‌میش به گویش سبزواری: کومِش رشته‌کوهی در غرب استان خراسان رضوی و شمال شرق ایران است. این رشته‌کوه از منتهی‌الیه رشته‌کوه کوهسرخ در شمال شهرستان بردسکن آغاز می‌گردد و تا کویر دوشاخ ادامه می‌یابد. قله شاهزاده ابوالقاسم با ارتفاع ۲۸۱۳ متر بلندترین قله این رشته‌کوه می‌باشد که در قسمت مرکزی آن و جنوب شهر ششتمد واقع شده است. قله بهارستان (۲۳۲۰ متر)، قله سرکوه (۲۲۲۴ متر) و قله میش (۲۱۰۵ متر) از دیگر قله‌های مهم این رشته‌کوه می‌باشند. ییلاقات ششتمد، گاچ، بسک، دیوان خوی، بیزخ، کیذقان، پادر، قاسمی، سررود، عزیزآباد، باداشیان و استاج در شمال این رشته‌کوه و ییلاقات خوشمردان، بهارستان، گرزگ، گرمک، بلوچ‌خانه، اردیز، طرسک، تندک و برگو در جنوب آن واقع شده‌اند. رودخانه ششتمد به طول ۳۵ کیلومتر و شیب متوسط ۴/۳ درصد با دبی پایه ۲۰ لیتر در ثانیه، یکی ار رودخانه‌های رشته‌کوه کوه‌میش می‌باشد که از قله ۲۰۱۰ متری بنوو در دامنه شمال‌شرقی قله شاهزاده ابوالقاسم سرچشمه می‌گیرد. این رودخانه از طریق سه جریان زیرزمینی به صورت چشمه‌های تراوشی به نامهای سرروی، میان روی و چشمه قربانو تغذیه می‌شود. با احداث یک سد خاکی بر روی این رودخانه ذخیره‌سازی آب تا اواسط تیرماه امکان پذیرشده است. رودخانه‌های پادر و گاچ نیز از این رشته‌کوه سرچشمه می‌گیرند.

## وجه تسمیه
گروهی معتقدند کوه مش دگرگون شده کوه مس است که مس فراوان در این کوه‌ها بوده است. گروهی معتقدند نام این کوه‌ها، کوه‌میش است که به دلیل کثرت میش در دوره‌ای که این محل دارای جنگل طبیعی بوده به این نام مشهور شده است. درحال‌حاضر بالای رودخانهٔ ششتمد را هنوز مردم کهنسال سرجنگل می‌گویند، همچنین گروهی کومش را قومس می‌دانند.